# Daniel Brodhead IV.
Daniel Brodhead IV., ameriški general, politik in geodet, * 17. oktober 1736, Marbletown, New York, ZDA, † 15. november 1809, Milford, [[Okrožje Pike, Pensilvanija, ZDA.

## Življenjepis
Leta 1776 je ob izbruhu ameriške osamosvojitvene vojne postal podpolkovnik v 8. pensilvanijskem polku. Kmalu se je izkazal v bitki za Long Island in bil po kampanji za Filadelfijo povišan v polkovnika. Zatem je bil imenovan za poveljnika zahodnega dela Pensilvanije; na tem mestu je poveljeval šestim trdnjavam: Fort Pitt, Fort McIntosh Laurens, Fort Tuscarora, Fort Henry in Fort Armstrong. V tem času je izvedel tudi njegov najpomembnejši napad na indijance plemena Seneka. Potem ko je bil na sojenju oproščen obtožb glede zlorabe oskrbovalnega proračuna, ga je George Washington povišal v brigadnega generala.